# Jan Štěkna
Jan Štěkna (polovina 14. století – kol. r. 1407) byl český teolog přelomu 14. a 15. století, který patřil mezi odpůrce viklefismu. Byl členem cisterciáckého řádu a je autorem řady kázání.

## Život
Studoval na pražské univerzitě, kde dosáhl hodnosti bakaláře (roku 1373) a mistra (roku 1376) na fakultě svobodných umění. Pokračoval studiem teologie, z níž v roce 1391 získal bakalářský a roku 1403 i magisterský titul. K roku 1391 je doložen jako lektor v Litomyšli a v roce 1393 kázal v Betlémské kapli na Starém Městě pražském. Později působil jako zpovědník polské královny Hedviky a vyučoval na krakovské univerzitě. K datu 24. dubna 1407 je uváděn již jako zesnulý.

## Dílo
- Carcer anime; Sermo ad populum factus apud Carmelitas contra Wikleff contra remanenciam panis (Wien NB 4314, f. 135b)
- Collecta ex dictis diversorum doctorum contra Ioh. Wikleff et contra tractatum de corpore Christi Stanikonis et alium tractatum Ioh. Hus, qui ponunt remanenciam panis in sacramento altaris (Wien NB 4314, f. 136a)
- Sermones[1]